# 亦村
亦村（包含贺绿汀旧居）位于中華人民共和國上海市长宁区泰安路76弄1-14号，始建于1934年，由钱湘寿建筑事务所设计建造，最初由6幢三层花园洋房组成，后又增8幢西式住宅，现14幢，亦村名字最早由来是因为“亦”字上端似“六”字，也因与最初6幢建筑数量一致而得名，上海音乐学院老院长贺绿汀1956年至1999年曾在此4号居住。該建築已列为上海市优秀历史建筑。